# Trigynaea
Trigynaea là chi thực vật có hoa trong họ Annonaceae.

## Các loài
- Trigynaea axilliflora D.M. Johnson & N.A. Murray, 1995
- Trigynaea caudata (R.E. Fr.) R.E. Fr., 1947
- Trigynaea cinnamomea D.M. Johnson & N.A. Murray, 1995
- Trigynaea duckei (R.E.Fr.) R.E.Fr., 1947
- Trigynaea lagaropoda D.M. Johnson & N.A. Murray, 1995
- Trigynaea lanceipetala D.M. Johnson & N.A. Murray, 1995
- Trigynaea oblongifolia Schltdl., 1834
- Trigynaea triplinervis D.M. Johnson & N.A. Murray, 1995